# Heiko Herrlich
Heiko Herrlich (Mannheim, NSZK, 1971. december 13. –) német válogatott labdarúgó, edző.

## Statisztika

### Klubcsapat
| Club                     | Season         | Bajnokság      | Bajnokság     | Bajnokság | Német Kupa    | Német Kupa | Nemzetközi kupa | Nemzetközi kupa | Egyéb         | Egyéb | Összesen      | Összesen |
| Club                     | Season         | Bajnokság      | Pályára lépés | Gólok     | Pályára lépés | Gólok      | Pályára lépés   | Gólok           | Pályára lépés | Gólok | Pályára lépés | Gólok    |
| ------------------------ | -------------- | -------------- | ------------- | --------- | ------------- | ---------- | --------------- | --------------- | ------------- | ----- | ------------- | -------- |
| Bayer Leverkusen         | 1989–90        | Bundesliga     | 16            | 0         | 1             | 0          | —               | —               | —             | —     | 17            | 0        |
| Bayer Leverkusen         | 1990–91        | Bundesliga     | 18            | 3         | 1             | 0          | 3               | 1               | —             | —     | 22            | 4        |
| Bayer Leverkusen         | 1991–92        | Bundesliga     | 28            | 3         | 5             | 2          | —               | —               | —             | —     | 33            | 5        |
| Bayer Leverkusen         | 1990–91        | Bundesliga     | 13            | 0         | 0             | 0          | —               | —               | —             | —     | 13            | 0        |
| Bayer Leverkusen         | Összesen       | Összesen       | 75            | 6         | 7             | 2          | 3               | 1               | —             | —     | 85            | 9        |
| Borussia Mönchengladbach | 1993–94        | Bundesliga     | 23            | 8         | 2             | 0          | —               | —               | —             | —     | 25            | 8        |
| Borussia Mönchengladbach | 1994–95        | Bundesliga     | 32            | 20        | 6             | 6          | —               | —               | —             | —     | 38            | 26       |
| Borussia Mönchengladbach | Összesen       | Összesen       | 55            | 28        | 8             | 6          | —               | —               | —             | —     | 63            | 34       |
| Borussia Dortmund        | 1995–96        | Bundesliga     | 16            | 7         | 4             | 1          | 6               | 1               | —             | —     | 26            | 9        |
| Borussia Dortmund        | 1996–97        | Bundesliga     | 23            | 8         | 1             | 1          | 9               | 3               | —             | —     | 33            | 12       |
| Borussia Dortmund        | 1997–98        | Bundesliga     | 21            | 7         | 3             | 2          | 7               | 2               | 3             | 1     | 34            | 12       |
| Borussia Dortmund        | 1998–99        | Bundesliga     | 21            | 6         | 2             | 0          | —               | —               | —             | —     | 23            | 6        |
| Borussia Dortmund        | 1999–2000      | Bundesliga     | 22            | 6         | 1             | 0          | 9               | 1               | 1             | 0     | 33            | 7        |
| Borussia Dortmund        | 2000–01        | Bundesliga     | 10            | 7         | 2             | 3          | —               | —               | —             | —     | 12            | 10       |
| Borussia Dortmund        | 2001–02        | Bundesliga     | 10            | 0         | 0             | 0          | 3               | 1               | —             | —     | 13            | 1        |
| Borussia Dortmund        | 2002–03        | Bundesliga     | 5             | 0         | 2             | 0          | 2               | 0               | —             | —     | 9             | 0        |
| Borussia Dortmund        | Összesen       | Összesen       | 128           | 41        | 15            | 7          | 36              | 4               | 4             | 1     | 183           | 53       |
| Karrier összes           | Karrier összes | Karrier összes | 258           | 75        | 30            | 15         | 39              | 5               | 4             | 1     | 331           | 96       |
| Reference:               |                |                |               |           |               |            |                 |                 |               |       |               |          |

### Válogatott góljai
Az eredmény a német válogatott szempontjából értendő:
| Gól | Dátum             | Helyszín                              | Ellenfél    | Eredmény a gólt követően | Végeredmény | Versenysorozat                   |
| --- | ----------------- | ------------------------------------- | ----------- | ------------------------ | ----------- | -------------------------------- |
| 1.  | 1995. április 26. | Rheinstadion, Düsseldorf, Németország | Wales Wales | 1–1                      | 1–1         | 1996-os Európa-bajnoki selejtező |

### Edzői statisztikája
2018 . december 23-án frissítve
| Csapat          | Szerződés kezdete  | Szerződés vége     | Eredményességi mutató | Eredményességi mutató | Eredményességi mutató | Eredményességi mutató | Eredményességi mutató |
| Csapat          | Szerződés kezdete  | Szerződés vége     | M                     | GY                    | D                     | V                     | GY %                  |
| --------------- | ------------------ | ------------------ | --------------------- | --------------------- | --------------------- | --------------------- | --------------------- |
| Bochum          | 2009. október 27.  | 2010. április 29.  | 22                    | 4                     | 8                     | 10                    | 18,18                 |
| Unterhaching    | 2011. július 1.    | 2012. május 25.    | 40                    | 13                    | 8                     | 19                    | 32,50                 |
| Jahn Regensburg | 2015. december 28. | 2017. június 8.    | 59                    | 28                    | 13                    | 18                    | 47,46                 |
| Leverkusen      | 2017. június 9.    | 2018. december 23. | 64                    | 32                    | 14                    | 18                    | 50,00                 |
| Összesen        | Összesen           | Összesen           | 184                   | 76                    | 43                    | 65                    | 41,30                 |

## Sikerei, díjai

### Játékosként
Bayer Leverkusen
- DFB-Pokal: 1992–93

Borussia Mönchengladbach
- DFB-Pokal: 1994–95

Borussia Dortmund
- Bundesliga: 1995–96, 2001–02
- Bajnokok Ligája: 1996–97
- Interkontinentális kupa: 1997
- UEFA-szuperkupa-döntős: 1997
- UEFA-kupa-döntős: 2002

#### Egyéni
- A Bundesliga gólkirálya: 1995 (megosztva Mario Baslerrel)

### Edzőként
- U17-es labdarúgó-világbajnokság: Bronzérmes 2007
- A legjobb edző az U17-es korosztályban: 2008

## Külső hivatkozások
- Heiko Herrlich a fussballdaten.de oldalán (németül)